# Al-Hazim
Al-Hazim (tiếng Ả Rập: الحزم) là một ngôi làng Syria nằm ở Al-Hamraa Nahiyah, thuộc huyện Hama, Hama. Theo Cục Thống kê Trung ương Syria (CBS), al-Hazim có dân số 1.557 tại thời điểm Tổng điều tra dân số năm 2004.